# Acrophasmus erugatus
Acrophasmus erugatus är en stekelart som beskrevs av Marsh 2002. Acrophasmus erugatus ingår i släktet Acrophasmus och familjen bracksteklar. Inga underarter finns listade i Catalogue of Life.